# 近仇首王

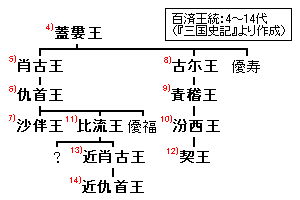
三国史记中的百济世系

近仇首王（？—384年），是第14任百济国王，375年—384年在位。近仇首王是第13任百济国王近肖古王的长子，第15任枕流王和第16任辰斯王的父亲，名須。
从王号上看来，近仇首王暗示为仇首王的直系后代。

## 对外战争
366年，近仇首王作为太子时，他的父亲近肖古王与新罗联盟对付高句丽。371年，作为太子的近仇首王大胜高句丽占领平壤和水谷城，俘虏5000高句丽士兵并在战场上处死了高句丽故国原王。
即位后的近仇首王继续近肖古王的对外政策，与伽倻联盟，他的宰相內臣佐平真高道就是其夫人阿爾夫人的父亲。

## 对内政策
在近仇首王的统治里，百济与北方邻国高句丽保持着战争状态，因为百济对平壤的侵占以及处死了高句丽故国原王。近仇首王于公元377年接管平壤 。
然而近仇首王跟中国东晋和大和時代的日本保持良好的关系，且被日本历史官员记录在《日本書紀》里。任内曾派百济汉学家王仁带着中国典籍《論語》和《千字文》出访日本。也有说法认为韩国后世历史学家混淆了近仇首王和后来的阿莘王。
公元379年，近仇首王任内有记载的奇特天文现象为韩国历史上最早的天文记载。

## 继任者
近仇首王在位10年后，于公元384去世，后由其长子枕流王继承百济王位。